# Ramin (bois)
Gonystylus bancanus
Pour les articles homonymes, voir Ramin.
Espèce
Classification phylogénétique
Statut de conservation UICN

 CR  : 
En danger critique
Statut CITES

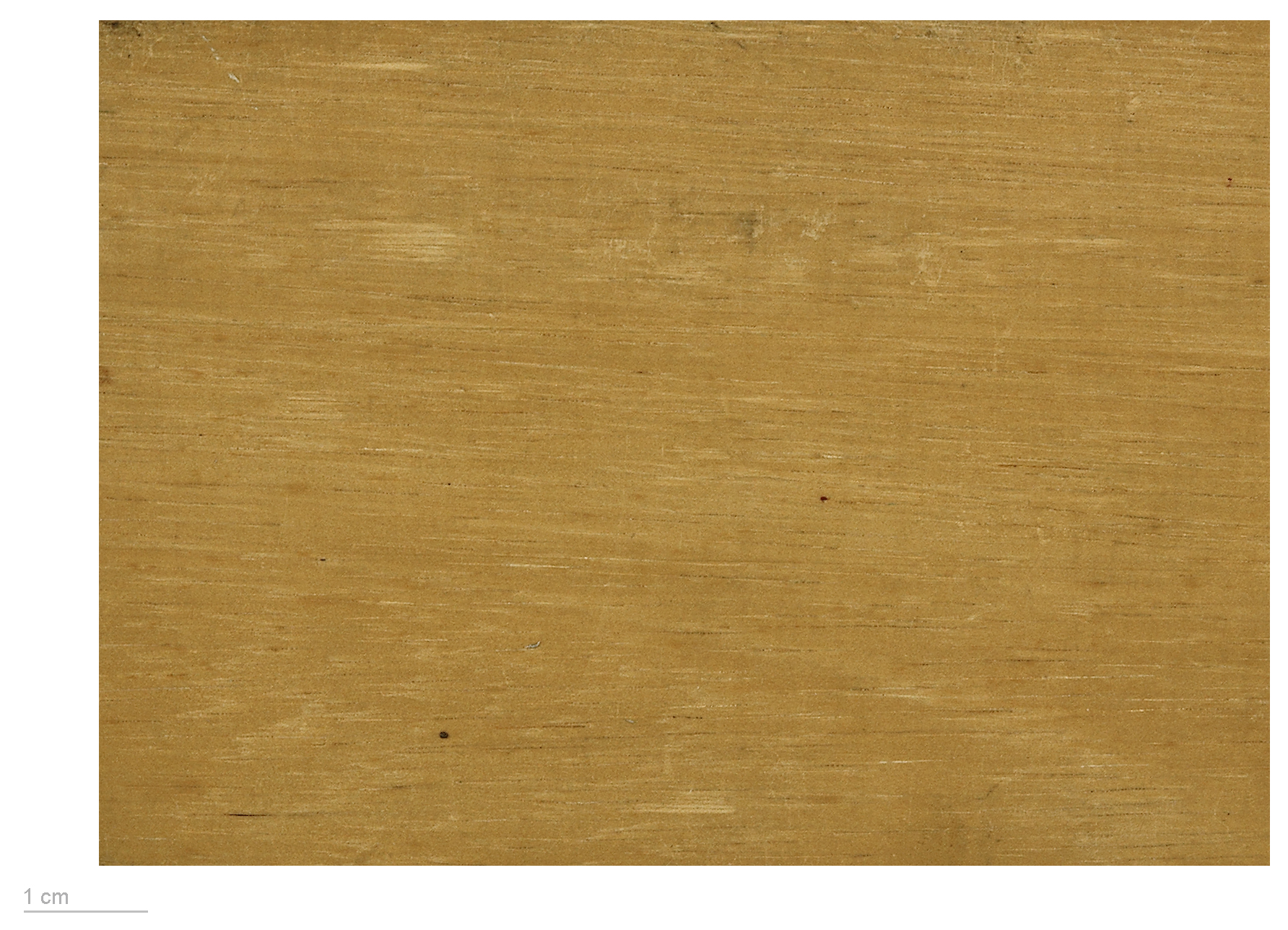
Gonystylus spp. au Muséum de Toulouse.

Le Ramin, ou Gonystylus bancanus, est une espèce de plantes à fleurs de la famille des Thymelaeaceae. C'est un bois tropical mais le mot ramin désigne en fait au moins 15 sous-espèces (Gonystylus spp.) d'arbres de ce genre, déjà sur la liste rouge de l'UICN.
Ce bois à croissance lente, dont les billes sont assez fragiles a été largement surexploité (UICN 2004) et il a « décliné dramatiquement et se trouve commercialement éteint dans une grande partie de son aire de répartition initiale, surtout à cause de la surexploitation pour le commerce international »..
À la différence de la plupart des autres bois tropicaux, ce bois étant assez fragile, il a été plus souvent exporté pré-travaillé qu'en bille.

## Dénominations
- Les Français, Anglais, Espagnols l'appellent souvent ramin ;
- Les Indonésiens le nomment aussi gaharu buaya (Sumatra, Kalimantan), Medang keladi (Kalimantan) ;
- Les Malais l’appellent melawis (M. péninsulaire), gaharu buaya (Sarawak) ;
- Les Tagalogs l’appellent lanutan-bagyo, anauan.

Sous le nom de ramin, selon la CITES étaient décrites ou commercialisées les espèces suivantes :
- G. acuminatus Airy Shaw: Bornéo[1], Sumatra, Malaisie péninsulaire
- G. affinis Radlk.= G. beccarianus v. Tieghem (1893): Malaisie péninsulaire, Bornéo
- G. areolatus Domke ex Airy Shaw: Bornéo
- G. augescens Ridl. G. augescens Ridl.: Bornéo
- G. bancanus (Miq.) Kurz: Malaisie péninsulaire, Sumatra, Bangka, Bornéo
- G. borneensis (Tiegh.) Gil: Bornéo
- G. brunnescens Airy Shaw: Malaisie péninsulaire, Sabah et Sarawak
- G. calophylloides Airy Shaw: Bornéo
- G. calophyllus Gilg: Bornéo
- G. confusus Airy Shaw: Malaisie péninsulaire, Sumatra
- G. consanguineus Airy Shaw: Bornéo
- G. costalis Airy Shaw: Bornéo
- G. decipiens Airy Shaw: Bornéo
- G. eximius Airy Shaw: Bornéo
- G. forbesii Gilg = G. warburgianus Gilg ex Domke (1932): Bornéo
- G. glaucescens Airy Shaw: Bornéo
- G. keithii Airy Shaw: Bornéo
- G. lucidulus Airy Shaw: Bornéo (Sarawak et Brunei)
- G. macrophyllus (Miq.) Airy Shaw: Dans toute la région malaise et jusqu’aux îles Salomon (sauf le centre et l’est de Java et les petites îles de la Sonde) et dans les îles de Nicobar.
- G. macrocarpus C.T. White: Îles Salomon
- G. maingayi Hook f.: Malaisie péninsulaire, Sumatra, nord de Bornéo
- G. micranthus Airy Shaw: Bornéo
- G. pendulus Airy Shaw: Bornéo
- G. punctatus A.C. Smith: Fidji
- G. reticulatus (Elm.) Merr.: Philippines (Mindanao)
- G. spectabilis Airy Shaw: Bornéo
- G. stenosepalus Airy Shaw: Bornéo, Sarawak
- G. velutinus Airy Shaw: Sumatra, Bangka, Belitung
- G. xylocarpus Airy Shaw: Ouest Bornéo (Sarawak et ouest de Kalimantan)

## Habitat, répartition
C'est une essence (feuillu) de la forêt tropicale humide du sud-est asiatique.
Il poussait dans une grande partie du Brunei  et surtout dans les forêts marécageuses et tourbeuses de l'Indonésie et  de la Malaisie, où il est localement nommé  Ramin. Il y a une forte corrélation entre la richesse en ramin et la profondeur de la tourbe (Soerianegara et al. 1996). Au Kalimantan central, on en trouve plus de 30 arbres/ha uniquement sur les sols de tourbières où la tourbe (organosol) atteint plus 5 m de profondeur, et on n'atteint 85 arbres/hectares uniquement dans les zones où la tourbe atteint ou dépasse 6 m de profondeur (Istomo, 1997). Les graines ne germent  pas sur les sols podzoliques sans tourbe ; elles germent sur 50 cm de profondeur de tourbe, mais sans produire d'arbre.
Là où il est présent, le ramin est souvent la seule essence dominante, protégeant les tourbières (puits de carbone), qui sont souvent mises à feu ou dégradées par le réaménagement post-exploitation.
Plus précisément, selon la CITES, « s’étend sur presque toute la région malaise (environ 30 espèces), à l’exception du centre et de l’est de Java et des petites îles de la Sonde (Soerianegara & Lemmens, 1994). Vers l’est, l’aire de répartition se prolonge vers les îles Salomon, Nicobar et Fidji. La grande majorité des espèces se trouve à Bornéo (27 espèces), surtout au Sarawak. Viennent ensuite la Malaisie péninsulaire et Sumatra, avec sept espèces chacune, et les Philippines où il en existe deux. Dans toutes les autres régions il n’existe qu’une seule espèce. La plus répandue est G. macrophyllus. ».
Selon la CITES, avant sa récente régression, « En Indonésie, d’après Soerianegara et Lemmens (1994), la forêt de production de ramin dans les tourbières marécageuses du Kalimantan occidental s’étendait sur 1 million d'ha et renfermait un stock sur pied de 30 m3/ha en moyenne. Au Kalimantan central, la forêt de ramin couvrait environ 1,5 million d'ha et le volume de bois sur pied atteignait 25 m3/ha. La possibilité annuelle était fixée à 696.000 m3/an au Kalimantan occidental, avec un potentiel de 480.000 m3/an, et à 865.000 m3/an au Kalimantan central, avec un potentiel de 600.000 m3/an. La production annuelle à partir de ces deux seules provinces était donc supérieure à 1 million de m3 »

## Menaces, pressions sur l’espèce
Le genre Gonystylus rassemble une trentaine d'espèces connues et diverses sous-espèces, croissant autrefois tout le long de la région malaise (Indonésie, Malaisie, Philippines, Papouasie-Nouvelle-Guinée, Singapour et Brunéi Darussalam), l'essentiel de la population étant sur l'île de Bornéo.
En 2004, c'est le Sarawak qui produisait le plus de ramin, mais la productivité des forêts y est en nette baisse, après une exploitation non durable de la ressource.
La demande en ramin brut et en produits travaillé est à l'origine de la très forte régression de 6 espèces de ramin (G. affinis, G.bancanus, G. forbesii, G. macrophyllus, G. maingayi et G. velutinus) qui ont le plus de valeur monétaire, G. bancanus ayant été le plus recherché et prélevé;
Cette espèce est menacée, principalement par la déforestation (légale et illégale) pour conversion des terres à l'agriculture ou à l'urbanisme, ou surtout par la surexploitation des forêts et de l'espèce en particulier. Il est pour cette raison protégé. La CITES note que « Les prix élevés du ramin dans les marchés internationaux entretiennent l’exploitation du bois et le commerce illicites qui menacent la survie du ramin à long terme et détruisent l'habitat vital d’autres espèces menacées, y compris les orangs-outans en danger critique d’extinction (inscrits à l’Annexe I) ».
Selon le SSN, « On considère que la récolte des grumes d’Indonésie se monte à près de dix fois plus que la récolte autorisée, et excède de loin le niveau durable. La régénération lente du ramin le rend très vulnérable à une telle surexploitation (Annexe 1 (B) (iii)). La pratique, qui tend à extraire des petits arbres pour les utiliser dans le transport des grumes, élimine beaucoup d’arbres qui ne sont pas encore mûrs avant qu’ils ne puissent se reproduire. De plus, le ramin pousse dans des marécages de tourbe qui sont particulièrement sensibles au dérangement lié à l’exploitation du bois et au défrichement ».
L'inscription à l’Annexe II est effective depuis  octobre 2004,.
Le ramin est devenu plus difficile à trouver comme bois de bricolage, mais continue à circuler, commercialisé principalement sous forme de bois travaillé

## Réponse, protection
En Indonésie et Malaisie à la fin du XXe siècle et début du XXIe siècle, de nombreuses forêts sont encore abattues illégalement malgré les accords commerciaux internationaux. Le ramin a été très présent dans les magasins de bricolage français. Diverses ONG dont WWF et Greenpeace ont alerté sur le fait que l'achat de planches, plinthes, baguettes ou cadres en ramin contribuait notamment à la destruction de l'habitat des orang-outans et du tigre de Sumatra (tous deux inscrits dans l'Annexe I de la CITES). Il a d'abord été  inscrit sur la liste III puis proposé en 2004 à la liste II (plus contraignante) par le SSN notamment.
Pour en mieux contrôler les importations ou exportations illégales, un test génétique (analyse de l'ADN) a été mis au point, qui permet de vérifier si un bois ou un objet en bois est ou non en bois de Ramin.

Ce test et d'autres peuvent aussi permettre de suivre la diversité génétique des ramins survivants.

## Usages
Il est notamment utilisé pour fabriquer des queues de billard bas de gamme.